# Декейтер (округ, Канзас)
Деке́йтер (англ. Decatur County) — округ в штате Канзас, США. Официально образован 20 марта 1873 года. По состоянию на 2010 год, численность населения составляла 2 961 человека.

## География
По данным Бюро переписи США, общая площадь округа равняется 2 315,462 км2, из которых 2 315,462 км2 суша и 0,600 км2 или 0,070 % это водоёмы.

## Население
По данным переписи населения 2000 года в округе проживает 3 472 жителей в составе 1 494 домашних хозяйств и 981 семей. Плотность населения составляет 2,00 человека на км2. На территории округа насчитывается 1 821 жилых строений, при плотности застройки около 1,00-го строения на км2. Расовый состав населения: белые — 97,87 %, афроамериканцы — 0,52 %, коренные американцы (индейцы) — 0,09 %, азиаты — 0,14 %, гавайцы — 0,12 %, представители других рас — 0,37 %, представители двух или более рас — 0,89 %. Испаноязычные составляли 0,98 % населения независимо от расы.
В составе 25,80 % из общего числа домашних хозяйств проживают дети в возрасте до 18 лет, 57,00 % домашних хозяйств представляют собой супружеские пары проживающие вместе, 5,60 % домашних хозяйств представляют собой одиноких женщин без супруга, 34,30 % домашних хозяйств не имеют отношения к семьям, 32,80 % домашних хозяйств состоят из одного человека, 17,50 % домашних хозяйств состоят из престарелых (65 лет и старше), проживающих в одиночестве. Средний размер домашних хозяйств составляет 2,24 человека, и средний размер семьи 2,83 человека.
Возрастной состав округа: 23,60 % моложе 18 лет, 4,70 % от 18 до 24, 22,90 % от 25 до 44, 22,60 % от 45 до 64 и 22,60 % от 65 и старше. Средний возраст жителя округа 44 лет. На каждые 100 женщин приходится 97,50 мужчин. На каждые 100 женщин старше 18 лет приходится 91,40 мужчин.
Средний доход на домохозяйство в округе составлял 30 257 USD, на семью] — 34 982 USD. Среднестатистический заработок мужчины был 25 139 USD против 17 368 USD для женщины. Доход на душу населения составлял 16 348 USD. Около 8,00 % семей и 11,60 % общего населения находились ниже черты бедности, в том числе — 17,20 % молодежи (тех, кому ещё не исполнилось 18 лет) и 6,30 % тех, кому было уже больше 65 лет.